# Djulösjön
Djulösjön är en sjö i Katrineholms kommun i Södermanland och ingår i Nyköpingsåns huvudavrinningsområde. Sjön är 8 meter djup, har en yta på 1,6 kvadratkilometer och är belägen 27,2 meter över havet. Sjön avvattnas av vattendraget Nyköpingsån (Skräddartorpsån).

## Delavrinningsområde
Djulösjön ingår i det delavrinningsområde (653877-152544) som SMHI kallar för Utloppet av Djulösjön. Medelhöjden är 44 meter över havet och ytan är 13,32 kvadratkilometer. Räknas de 66 avrinningsområdena uppströms in blir den ackumulerade arean 1 525,53 kvadratkilometer. Avrinningsområdets utflöde Nyköpingsån (Skräddartorpsån) mynnar i havet. Avrinningsområdet består mestadels av skog (53 procent) och jordbruk (17 procent). Avrinningsområdet har 1,58 kvadratkilometer vattenytor vilket ger det en sjöprocent på 11,9 procent. Bebyggelsen i området täcker en yta av 1,19 kvadratkilometer eller 9 procent av avrinningsområdet.

## Bildgalleri – Vy från Djulösjön

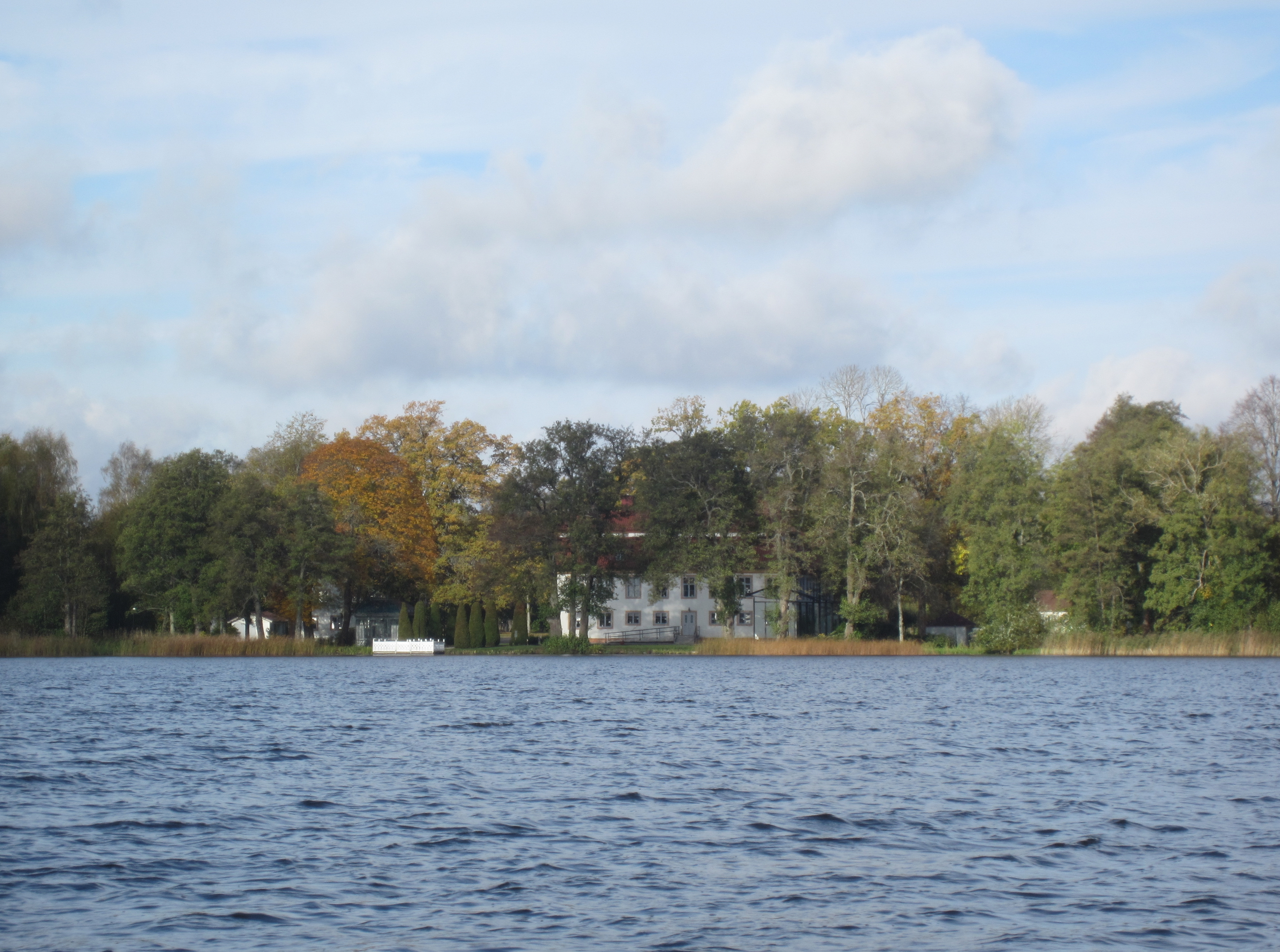
Västerut mot Stora Djulö herrgård
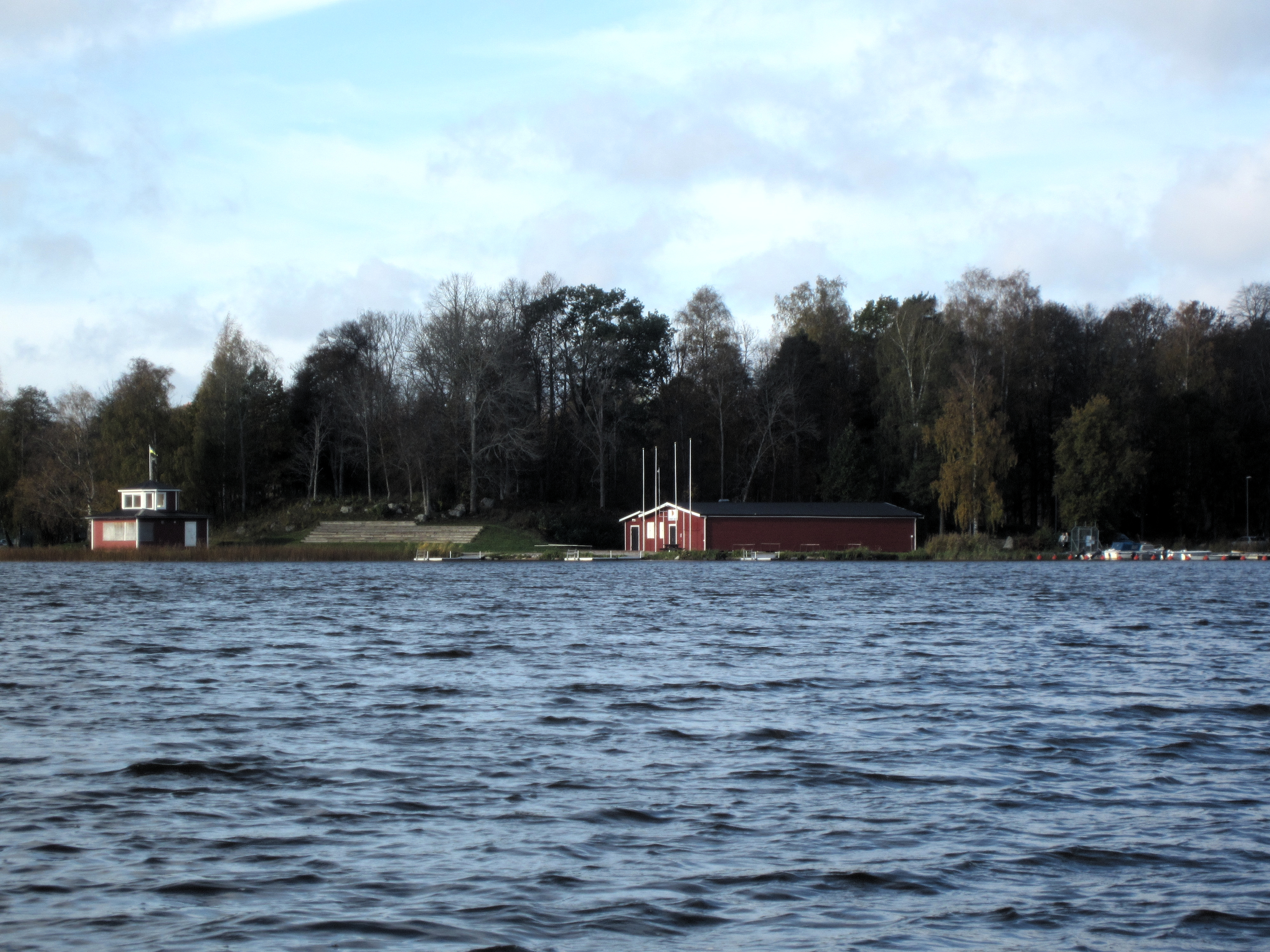
Västerut mot Katrineholms kanotklubb
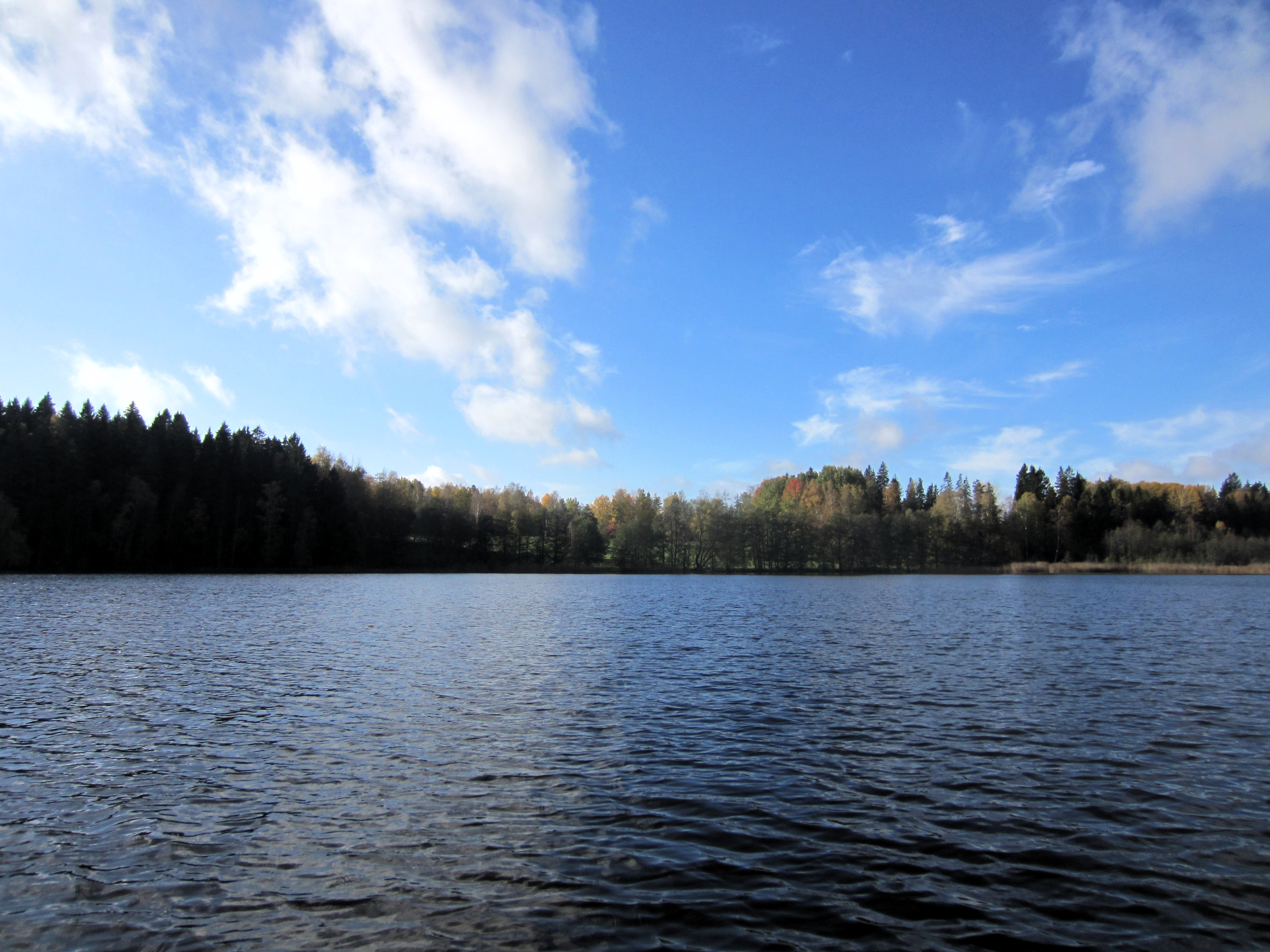
Västerut från Långviken
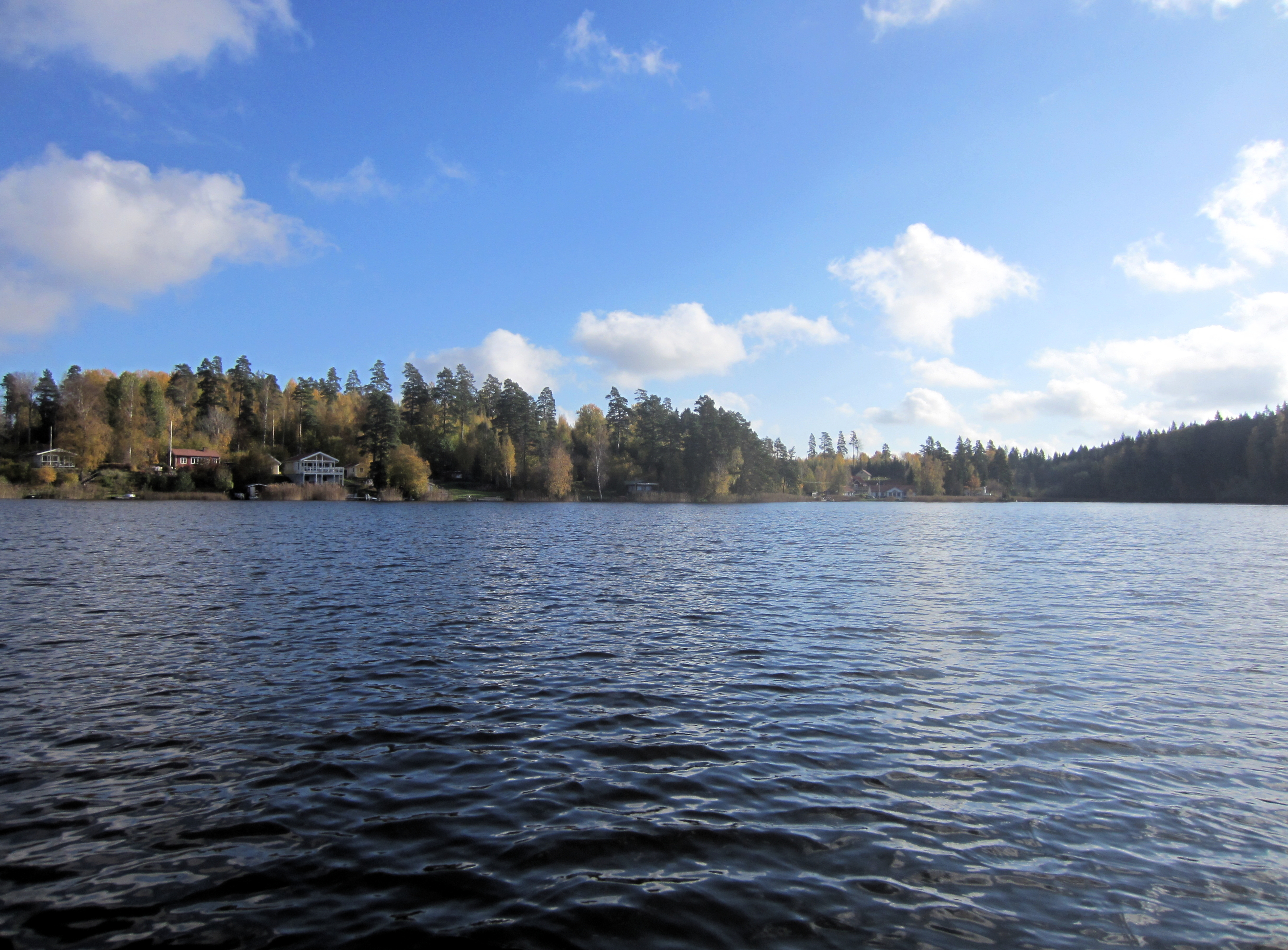
Österut mot Långviken
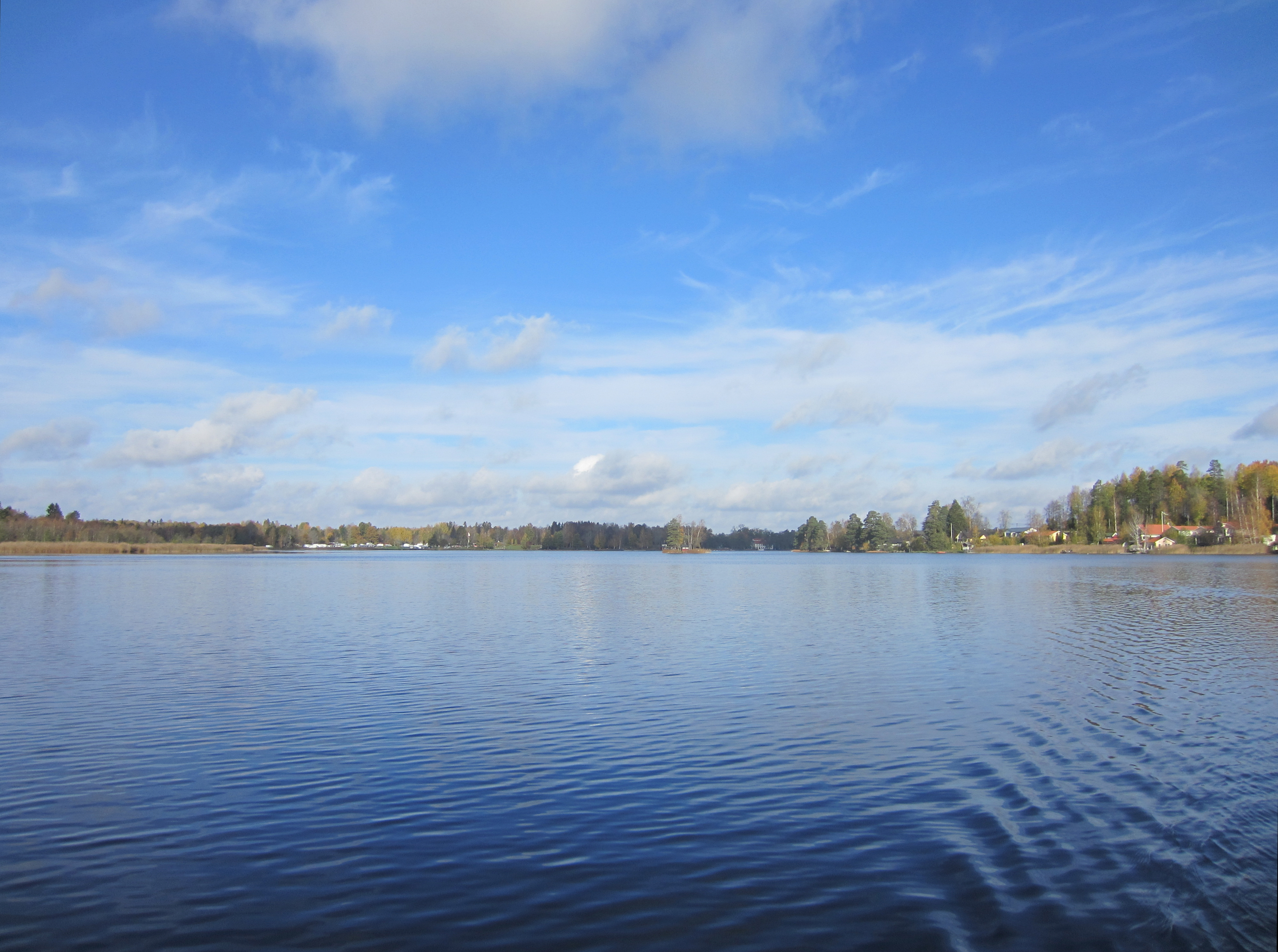
Västerut mot Djulöbadet och campingen
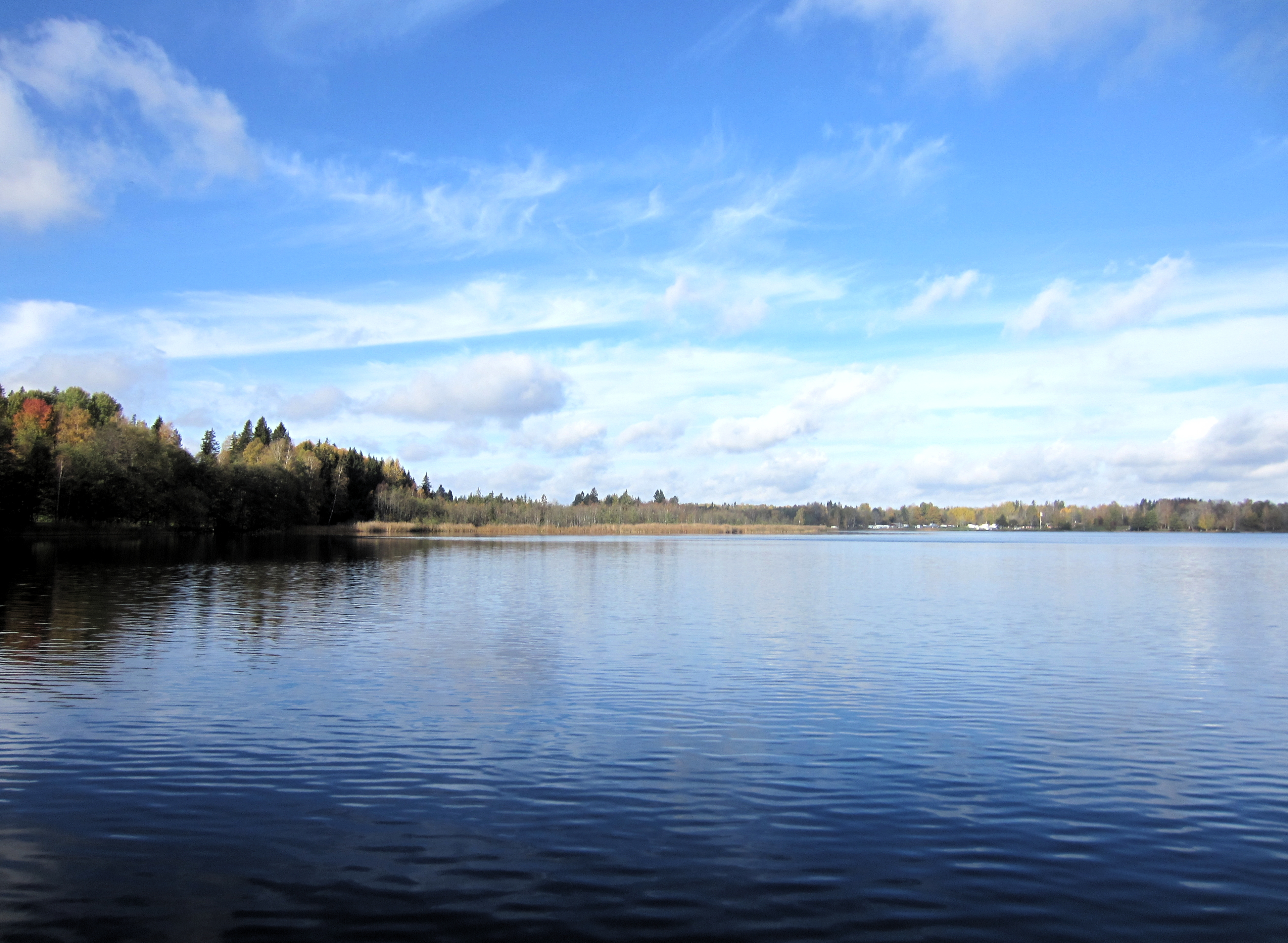
Västerut från Långviken